# ژان لوک ریبار
ژان لوک ریبار (انگلیسی: Jean-Luc Ribar; ۲۵ فوریهٔ ۱۹۶۵ – ۱۷ مارس ۲۰۲۲) بازیکن فوتبال اهل فرانسه بود.
از باشگاه‌هایی که در آن بازی کرده‌است می‌توان به باشگاه فوتبال سن-اتین، باشگاه فوتبال رن، و باشگاه فوتبال لیل اشاره کرد.